# デシ (南アジア)
デシ（desi、[d̪eːsi]）は、インド亜大陸ないし南アジアと結びつく人々、文化、製品などを指す俗語の表現で、特にディアスポラ状態におかれた人々、文化、製品などを意味する場合が増えつつある。デシ諸国に含まれるのは、 インド、スリランカ、パキスタン、バングラデシュであり 。。 デシとされる人口が多く存在する国々としては、イギリス、アメリカ合衆国、カナダ、南アフリカ共和国、マレーシア、モーリシャス、シンガポール、ガイアナ、フィジー、オーストラリア、トリニダード・トバゴ、中東、その他の諸国や地域がある。

## 語源
デシに相当する諸言語の表記は次の通りである。
アッサム語: দেশী, ベンガル語: দেশি, グジャラート語: દેશી, ヒンディー語: देसी, カンナダ語: ದೇಸಿ, マラヤーラム語: ദേശി, マラーティー語: देशी, シンハラ語: ඩේසි, オリヤー語: ଦେଶୀ, パンジャーブ語: ਦੇਸੀ, タミル語: தேசி, テルグ語: దేశీయుడు, ウルドゥー語: دیسی, マレー語: desa
民族名 (ethnonym) としてのデシは、当該民族が自称として用いるところから始まった内名である。デシの起源は「地方、地域、くに」を意味するサンスクリットの言葉（サンスクリット: देश： deś-）に遡る。サンスクリットにおける最古の用例は、『ナティア・シャストラ』（紀元前200年ころ - 200年ころ）に見出され、そこではインド全域に見出されるクラシカル（古典的）表現である「マルギ margi」に対して、地方的な諸民族のパフォーミング・アーツ（実演芸能）を意味していた。また、スワデシ（サンスクリット: स्वदेश：swadeś）は「自国、自分の故郷」のことであり、パルデシ（サンスクリット: परदेश：pardeś）は「他国、外国」などを指している。デシは、多様なものを意味し得る用語であり、南アジアに起源を持つ人物であれば誰でも言及することがきでる。

## 歴史
イギリス領インド帝国の最盛期には、数多くのインド亜大陸出身者たちが、世界各地のイギリス領植民地へと移住した。インド人たちの間では、外国をパルデシ (pardeś)、出身地域をスワデシ (swadeś) と称することが広がっていった。
アメリカ合衆国は、1965年の移民国籍法の改正（Immigration and Nationality Act of 1965）以降、インド亜大陸からの移民の流入が急速に拡大した。インドからの留学生が増加していくと、合衆国やイギリスにおいては、インドのことを指す口語表現として deś が用いられるようになっていった。こうして、インドに関するあらゆる事物が、インドから離れたインドに由来するものなども含め、おしなべてデシとして言及されるようになった。南アジアにおいては、（例えば国別に）明瞭に区別されていた諸々のコミュニティも、ディアスポラ状況の中では混合されていく傾向が強く、やがてインド以外の諸国から移民してきた人々のコミュニティも、この自称を採用するようになった。
特に、同じ南アジアでも異なる国からの移民によるディアスポラ・コミュニティがそれぞれにある中で、コミュニティの枠を超えた結婚などが増えていくにつれ、移民2世、3世の南アジア系の人々の中には、自分たちを特定の国民、サブカルチャー、あるいは、カーストに属するものではなく、単なる南アジア人 (South Asians)、ないし、デシズ (desis) であると考える者も現れている。

### ネパール
ネパール語ではデシ (des(h)i) や、これと関係する語であるマデシ (mades(h)i, ヒンディー語: मधेसी, मधेशी) が、テライ（マデシ）地域（平野部）に住み、隣接しているインド側の地域住民と言語・文化的に共通性が高い人々を指して用いられると同時に、インド人についてもこの語で言及する。いずれの集団も、デシという呼称によって、伝統的にネパール王国の政治を牛耳っていた丘陵地帯や山岳部のパハリ (Pahari) をはじめとする諸集団とは異なる存在と位置づけられることになる。ネパールが2008年に王制を廃して共和制へ移行した後、マデシは自治権の確立を目指したが、これは紛争状態を引き起こすことになった。

## 文化
シアスポラにあるデシの中には、「フュージョン（融合）」文化とでも呼ぶべきものを創り出している者たちもおり、そこでは食べ物、ファッション、音楽、その他の南アジア各地からもたらされた要素が、相互に、あるいは、西洋文化からの要素と「融合」している。例えば、アーバン・デシ (urban desi) は、伝統的なインド音楽と西洋のアーバン・ミュージック（アーバン・コンテンポラリー）を融合させて創り出された新しい音楽ジャンルである。アメリカ合衆国のMTVは、南アジア系のためのポピュラー音楽番組への需要に応えて、デシをターゲットとしたテレビ・チャンネルMTVデシを2005年に立ち上げた。

### 芸能
『ナティア・シャストラ』は、民衆の踊りや音楽に見られる地方的な差異を「デシ」と呼び、観衆を霊的に覚醒させる要素としてインド全域に見出される「マルギ」に対して、デシが一般民衆の純粋な娯楽であることを述べていた。インド古典舞踊 (Indian classical dance) や音楽の中世期における展開の中で、『ナティア・シャストラ』に記載された古典的なガラナ (gharana) に加えて、デシ・ガラナが導入されるようになった。このデシ・ガラナは、さらに発展を遂げ、今日の様々なアダブ（ステップ）を生み出した。また、インド古典音楽のラーガのひとつは、desi と名付けられている。

### 食べ物
インドで、食べ物について「デシ」と言う場合は、「地元の」、「伝統的な」といった意味になる。例えば「デシ・ギー (desi ghee)」は、植物油などを原料とした加工食品ではなく、伝統的な乳製品として作られたインド式のバターのことである。また、「デシ・チキン」は地元産の鶏を指していることになる。
伝統的な在来種の野菜や、その他の食品も、「デシ」と認められることがある。「デシ・ダイエット」と言えば、世界中のインド人たちが実践している食品の摂り方のことである。「デシ・シャラーブ (Desi sharaab)」は、「地酒」といった意味になり、フェニ、トディ（ヤシ酒）、アラックなどを指す。ウィスキー、ラム酒、ウオッカなど、インド産であっても外国に由来する酒 (Indian Made Foreign Liquor) は、このようには呼ばれない。
アメリカ合衆国では、「デシ・フード (Desi food)」、「デシ料理 (Desi cuisine)」といえば、インド系のコミュニティにおいて広く供されているような料理、特に、西洋料理化されたチキンティッカマサラなどを意味する。